# Куртис, Эрнесто де
Эрнесто Де Куртис (итал. Ernesto De Curtis; 4 октября 1875, Неаполь — 31 декабря 1937, Неаполь) — итальянский композитор.
Сын художника-декоратора Джузеппе де Куртиса и его жены Элизабеты Миннон, правнук композитора Саверио Меркаданте и брат поэта Джамбаттисты де Куртиса. Начал учиться музыке под руководством композитора Винченцо Валенте, дружившего с его отцом, затем окончил Консерваторию Сан-Пьетро-а-Майелла в Неаполе по классу фортепиано.
С 1897 года выступал как автор многочисленных песен. В соавторстве со своим братом написал песню «Вернись в Сорренто» (1902; неап. Torna a Surriento), получившую мировую известность в исполнении многих знаменитых певцов (Марио Ланца, Робертино Лоретти, Лучиано Паваротти, Энрико Карузо и др.). Особенно плодотворное сотрудничество связывало Де Куртиса с Беньямино Джильи, за которым композитор в 1922 году последовал в США, где провёл, как и певец, около десяти лет.
В общей сложности сочинил свыше ста песен, среди них:
- «Tu ca nun chiagne»
- «Voce 'e notte»
- «en:Non ti scordar di me»
- «Mandulinata»
- «Duorme Carmé'»
- «Ti voglio tanto bene»